# Pevno
Pevno este o localitate din comuna Škofja Loka, Slovenia, cu o populație de 59 de locuitori.